# 岡慶悟
岡 慶悟（おか けいご、1974年3月21日 - ）は、日本の俳優。フライディ所属。宮崎県都城市出身。身長183cm、体重68kg。

## 来歴
自衛官の父を持ち、北海道や富士などの駐屯地を転々とする少年期を過ごす。1993年に上京し、明治学院大学在学中にさまざまな交友を深めて映画と出会い、数か月間のインド放浪を経て本格的な俳優活動を開始させる。数々の小劇場で舞台経験を積みながら桃井かおりのもとで下積みを重ねた後、東映撮影所内で出会った石橋凌にその場で師事を仰ぎ、映像経験を獲得してゆく。
趣味は料理、落書き、居合、キックボクシング。

## 出演

### 映画
- フジヤマニミサイル（2005年）
- コアラ課長（2006年）
- WARU（2006年）
- シーソー seesaw（2012年）[2] - タクミ 役
- ナイトピープル（2013年）
- 埼玉家族（2013年）
- AFWW（2015年）
- Barrel（2015年）[3] - 千石良介 役
- undo（2015年）
- 想い出の中で（2015年）
- ケンとカズ（2016年） - 安部 役
- いきうつし（2017年）
- 玉城ティナは夢想する（2017年）[4] - O教授 役

### テレビドラマ
- 聖夜の肖像（2001年、BS-TBS）
- 天地人 第36回（2009年9月6日、NHK）
- 世にも奇妙な物語 '17春の特別編「夢男」（2017年4月29日、フジテレビ）- バスの運転手 役[5]
- 警視庁いきもの係 第8話（2017年8月27日、フジテレビ）‐ 渋谷 孝 役[6]
- 世にも奇妙な物語 '18春の特別編「明日へのワープ」（2018年5月12日、フジテレビ）- 映画プロデューサー 役[7]
- 逃亡花 第8・9・10話（2018年6月9日、2018年6月16日、2018年6月23日、BSジャパン）-[8]
- 結婚相手は抽選で 第3・4話（2018年10月20日、2018年10月27日、フジテレビ）‐ 間宮 役[9]
- SUITS/スーツ 第3話（2018年10月22日、フジテレビ）‐ BARのマスター 役[10]

### テレビ番組
- スマホのトリセツ（2012年 - 2014年、NOTTV）
- #ジューダイ「スナップショット〜ぺえの格言3〜」（2017年、NHK Eテレ）

### CM・広告
- マース ジャパン - 『シーバ　“欲しいのさシーバ”篇』伽東アキラ役 （2020年）-　※小池里奈と共演
- T-fal - 『電気ケトル アプレシア エージー・プラス コントロール”好みの温度”篇』（2018年）- [11]
- マクドナルド - 『おいしさが伝わるんだよ』（2018年）- [12]
- JT - 『ひとつずつですが、未来へ。”製品開発篇”』（2018年）- [13]
- DeNA - 『タクベル 』（2018年）-
- 日本証券アナリスト協会 - 『ザ・プライベートバンカー』（2018年）- [14]
- Be.Okinawa - 『いのちにちからをくれる島』（2018年）- [15]
- FUJITEC - 『Love your ride.』（2018年）-
- AOKI - 『フレッシャーズ ”手紙”篇』（2018年）-
- nano・universe - nano・universe×西川ダウン（2017年）- [16]
- ブリヂストンサイクル - ブリヂストン アンカー（2017年）- [17]
- JRグループ - 信州デスティネーションキャンペーン（2017年）- [18]
- 日本公認会計士協会 - コウニンカイケイシってナンダ!?（2017年）-
- 富士通 - Digital Co-creation（2017年）-
- シスコシステムズ - シスコスタート（2017年）-
- パナホーム - カサートプレミアム（2017年）-
- ユニクロ - 父の日特集（2017年）- [19]
- SUZUKI - スペーシアカスタムZ「ゼッタイ、Z篇」（2017年）-
- マクドナルド - ハッピーセット「スーパーマリオ 不思議なアイテム篇」（2017年）-
- Correalegloves（2017年）-
- 枻出版社 - 男のための料理マガジンbuono「buonoなオトコ達の物語 #1松下編」（2017年）-
- HONDA - Tailored Drive（2016年）-
- IPA - あなたの書き込みは世界中から見られている（2014年）-
- SHARP - mebius pad（2012年）-
- 野田地図 - THE BEE～world tour（2007年）-

### ミュージック・ビデオ
- キタニタツヤ「ハイドアンドシーク」（2020年）- 罰 役

### 舞台
- 刑務所の男 -（2011年、一人芝居）-
- 魂を握り潰した男 -（2010年、クラゲ荘）-
- fade into light -（2009年、KARA'S）-
- スタジアム -（2008年、JOEcampany）-
- POLKA -（2007年、JOEcampany）-
- ロープ -（2006年、野田地図）-

### 写真集
- 渇望 -（2017年、玉城ティナ編・著）- [20]